# First Secretary of State
First Secretary of State ist ein Titel eines Amtsinhabers des Vereinigten Königreichs. Er impliziert ein höheres Dienstalter gegenüber den anderen Secretaries of State mit Kabinettsrang, hat aber keine größeren Befugnisse. Ist kein Vize-Premierminister ernannt, nimmt er de facto den zweiten Rang in der Regierung ein. Keiner der beiden Posten berechtigt aber zur Nachfolge als Premierminister. Ist kein First Secretary of State ernannt, vertritt gewöhnlich der Schatzkanzler den Premierminister.
Das Amt ist nicht ständig besetzt. So war der Posten zwischen 1970 und 1995 25 Jahre nicht besetzt. Ebenso ist das Amt seit dem 15. September 2021 unbesetzt.

## Aufgaben
Die Aufgaben haben sich im Lauf der Zeit mehrmals verändert. Aktuell ist der Amtsinhaber zuständig für:
- Unterstützung des Premierministers bei der Führung der Regierung des Vereinigten Königreiches
- Vertretung des Premierministers
- Beratung des Premierministers bei der Entwicklung und Umsetzung der Regierungspolitik
- Beantwortung der Prime Minister’s Questions bei Abwesenheit des Premierministers

## Verhältnis zum Vize-Premierminister
Der Posten des Vize-Premierminister wurde 1942 für Clement Attlee, den Führer der Labour Party in der Kriegsregierung von Winston Churchill, geschaffen. Der Posten nahm den zweiten Platz in der Regierung ein, hatte aber keine Kabinettsrang und wurde nicht vergütet. Aus diesem Grund hatte der Vize-Premierminister ein anderes Amt in der Regierung inne, der ihm Kabinettsrang verlieh.
Der Posten eines First Secretary of State gibt dem Inhaber hingegen automatisch Kabinettsrang. Der Titel wurde 1962 für Rab Butler geschaffen. Harold Macmillan bestimmte nach seiner Nacht der langen Messer, dass dieser auf das Home Office verzichten sollte. Als Ausgleich erhielt er den Posten eines Vize-Premierminister und den Rang eines First Secretary of State, der ihm Kabinettsrang verlieh. Obwohl der Posten hochrangig klang, war er ohne eigenes Portfolio. Michael Heseltine und John Prescott wurden ebenfalls als Vize-Premierminister von ihren Agenden entbunden und erhielten den Titel eines First Secretary of State, um ihren Kabinettsrang zu wahren. 1964 etablierte Premierminister Harold Wilson die Verwendung des Amtes ohne Ernennung zum Vize-Premierminister.
Bisher existierten beide Ämter nur im Koalitionskabinett von David Cameron gleichzeitig mit verschiedenen Amtsinhabern. Nick Clegg als Führer der Liberal Democrats wurde Vize-Premierminister während der ehemalige Führer der Conservativen, William Hague First Secretary of State war.

## Liste der Amtsinhaber
| Bild            | Name                                                  | Amtszeit         | Amtszeit           | Weitere Kabinettsposten | Partei       | Partei       | Kabinett         | Ref.          |
| --------------- | ----------------------------------------------------- | ---------------- | ------------------ | --- | ------------ | ------------ | ---------------- | ------------- |
|                 | Rab Butler MP für Saffron Walden (1902–1982)          | 13. Juli 1962    | 18. Oktober 1963   | - Vize-Premierminister |              | Conservative | Macmillan II     | [ 7 ]         |
| Titel unbesetzt | Titel unbesetzt                                       | 1963–1964        | 1963–1964          | |              |              |                  |               |
|                 | George Brown MP für Belper (1914–1985)                | 16. Oktober 1964 | 11. August 1966    | - Secretary of State for Economic Affairs                                                                                  |              | Labour       | Wilson (I & II)  | [ 7 ]         |
|                 | Michael Stewart MP für Fulham (1906–1990)             | 11. August 1966  | 6. April 1968      | - Secretary of State for Economic Affairs - Außenminister                                                                  | Labour       | [ 7 ]        | Wilson (I & II)  |               |
|                 | Barbara Castle MP für Blackburn (1910–2002)           | 6. April 1968    | 19. Juni 1970      | - Secretary of State for Employment and Productivity                                                                       | Labour       | [ 7 ]        | Wilson (I & II)  |               |
| Titel unbesetzt | Titel unbesetzt                                       | 1970–1995        | 1970–1995          | |              |              |                  |               |
|                 | Michael Heseltine MP für Henley (* 1933)              | 20. Juli 1995    | 2. Mai 1997        | - Vize-Premierminister |              | Conservative | Major II         | [ 8 ]         |
| Titel unbesetzt | Titel unbesetzt                                       | 1997–2001        | 1997–2001          | |              |              |                  |               |
|                 | John Prescott MP für Kingston upon Hull East (* 1938) | 8. Juni 2001     | 27. Juni 2007      | - Vize-Premierminister |              | Labour       | Blair II & III   | [ 9 ]         |
| Titel unbesetzt | Titel unbesetzt                                       | 2007–2009        | 2007–2009          | |              |              |                  |               |
|                 | Peter Mandelson Baron Mandelson (* 1953)              | 5. Juni 2009     | 11. Mai 2010       | - Lord President of the Council - Secretary of State for Business, Innovation and Skills - President of the Board of Trade |              | Labour       | Brown            |               |
|                 | William Hague MP für Richmond (Yorks) (* 1961)        | 12. Mai 2010     | 8. Mai 2015        | - Außenminister - Leader of the House of Commons                                                                           |              | Conservative | Cameron I        | [ 10 ]        |
|                 | George Osborne MP für Tatton (* 1971)                 | 8. Mai 2015      | 13. Juli 2016      | - Chancellor of the Exchequer                                                                                              | Conservative | Cameron II   | [ 11 ]           |               |
| Titel unbesetzt | Titel unbesetzt                                       | 2016–2017        | 2016–2017          | |              |              |                  |               |
|                 | Damian Green MP für Ashford (* 1956)                  | 11. Juni 2017    | 20. Dezember 2017  | - Minister für das Cabinet Office                                                                                          |              | Conservative | May II           | [ 12 ] [ 13 ] |
| Titel unbesetzt | Titel unbesetzt                                       | 2017–2019        | 2017–2019          | |              |              |                  |               |
|                 | Dominic Raab MP für Esher and Walton (* 1974)         | 24. Juli 2019    | 15. September 2021 | - Lordkanzler - Außenminister                                                                                              |              | Conservative | Johnson (I & II) | [ 14 ]        |
| Titel unbesetzt | Titel unbesetzt                                       | seit 2021        | seit 2021          | |              |              |                  |               |